# مارته وگت
مارته لوئیز وُگت (انگلیسی: Marthe Vogt؛ ۸ سپتامبر ۱۹۰۳ – ۹ سپتامبر ۲۰۰۳) یک دانشمند آلمانی بود که به عنوان یکی از برجسته‌ترین عصب‌شناسان قرن بیستم شناخته می‌شد. او عمدتاً به دلیل مشارکت‌های مهمش در درک نقش انتقال‌دهنده‌های عصبی در مغز، به ویژه اپینفرین، به یاد آورده می‌شود.

## اوایل زندگی و تحصیل
فوگت در برلین به دنیا آمد و دختر دو تن از برجسته‌ترین آناتومیست‌های آلمانی، سسیل و اسکار وگت (به ترتیب فرانسوی و آلمانی-دانمارکی) و خواهر بزرگ‌تر مارگاریت وگت بود.
مارته پزشکی و شیمی را در دانشگاه برلین (۱۹۲۲–۱۹۲۷) مطالعه کرد و مدرک دکترای پزشکی خود را با تحقیقاتی در مورد آناتومی میکروسکوپی مغز انسان به دست آورد. او همچنین مدرک پی‌اچ‌دی در شیمی را برای تحقیقات بیوشیمیایی در مورد متابولیسم کربوهیدرات‌ها در مؤسسه کایزر ویلهلم برای بیوشیمی تحت نظر سی. نوبرگ (۱۹۲۷–۱۹۲۹) کسب کرد.

### حرفه
در سال ۱۹۲۹، او کار خود را در زمینه فارماکولوژی و اندوکرینولوژی در مؤسسه فارماکولوژی برلین تحت نظر پاول ترندلنبرگ آغاز کرد، جایی که با ادیث بولبرینگ و ویلهلم فلدبرگ آشنا و پسر پاول ترندلنبرگ، اولریش، به دوست مادام‌العمر او تبدیل شد. در این مؤسسه وگت دربارهٔ اندوکرینولوژی آموخت و از تکنیک‌های تجربی در تحلیل فارماکولوژیک استفاده کرد. تا اوایل دهه ۱۹۳۰، او به عنوان یکی از برجسته‌ترین فارماکولوژیست‌های آلمان شهرت یافته بود و در سال ۱۹۳۱، در سن تنها ۲۸ سالگی، به عنوان رئیس بخش شیمی در مؤسسه کایزر ویلهلم برای تحقیقات مغزی («هیرنفورشونگ») منصوب شد. کار او بر روی سیستم عصبی مرکزی و اثرات داروهای مختلف بر مغز متمرکز بود.
با افزایش نفوذ نازیسم در سراسر آلمان، وگت و دیگر دانشمندان آلمانی (از جمله ادیث بولبرینگ) تصمیم گرفتند که به بریتانیا نقل مکان کنند و در سال ۱۹۳۵ او با کمک هزینه مسافرتی راکفلر به انگلستان آمد. وگت به انجمن فارماکولوژی بریتانیا پیوست و کار خود را با هنری هلت دیل در مؤسسه ملی تحقیقات پزشکی لندن آغاز کرد. وگت در سال ۱۹۳۶ مقاله‌ای را به همراه دیل و ویلهلم فلدبرگ با عنوان «آزادسازی استیل‌کولین در انتهای اعصاب حرکتی ارادی» منتشر کرد. سر هنری دیل در سال ۱۹۳۶ جایزه نوبل فیزیولوژی یا پزشکی را بر اساس کار توصیف‌شده در این مقاله دریافت و در سخنرانی خود از فلدبرگ و فوگت تقدیر کرد.
در اواخر سال ۱۹۳۵، برای بخش دوم کمک هزینه مسافرتی راکفلر خود، مارته وگت کار خود را در کمبریج بر روی رابطه فشار خون با مواد حاصل از کلیه ایسکمیک با پروفسور ای.بی. وارنی آغاز و کمک‌های مالی اضافی از سوی انجمن سلطنتی دریافت کرد. به او همچنین در سال بعد بورس تحقیقاتی آلفرد یارو از کالج گرتون اعطا شد. در سال ۱۹۳۸، او دکترای افتخاری خود را از کمبریج در زمینه فارماکولوژی و فیزیولوژی دریافت کرد.
سیاست‌های جنگ جهانی دوم تهدیدی برای حرفه او ایجاد کرد. ملیت آلمانی او منجر به زیرنظر گرفته شدن توسط خدمات اطلاعاتی بریتانیا در سال ۱۹۴۰ شد و این سازمان وگت را به عنوان یک نفوذی دسته‌بندی کرد، زیرا مقامات نازی، زمانی که وگت آلمان را ترک کرد استعفای او را از موقعیت دائمیش در دانشگاه نپذیرفتند. او در دادگاه حاضر شد و حکم بازداشت فوری دریافت کرد. با این حال، همکاران و دوستانش به او برای تبرعه شدن کمک کردند و درخواست تجدیدنظر پذیرفته شد و وگت اجازه یافت تا کار خود را در کمبریج ادامه دهد.
فوگت به مدت پنج سال در کمبریج باقی ماند و روی موضوعات مربوط به فشار خون بالا و عملکرد غده فوق کلیوی کار کرد. در سال ۱۹۴۷، وگت به عنوان مدرس و سپس استاد ارشد در رشته فارماکولوژی در دانشگاه ادینبرو مشغول به کار شد، جایی که تحقیقات خود را روی انتقال‌دهنده‌های عصبی ادامه داد و مطالعاتی دربارهٔ سروتونین و رزرپین منتشر کرد. در سال ۱۹۴۸، وگت مقاله‌ای تأثیرگذار به همراه ویلیام فلدبرگ با عنوان «سنتز استیل‌کولین در مناطق مختلف سیستم عصبی مرکزی» به چاپ رساند. این مقاله اولین شواهد را برای نقش استیل‌کولین به عنوان یک انتقال‌دهنده عصبی ارائه کرد و توزیع منطقه‌ای سیستم‌های کولینرژیک در مغز را نشان داد.